# Amoreira Fundeira
Amoreira Fundeira é uma localidade portuguesa pertencente à antiga freguesia de Portela do Fojo, Município de Pampilhosa da Serra, distrito de Coimbra.
Em termos arquitectónicos existe uma capela antiga, com telheiro, consagrada a Santa Bárbara. Esta capela tem no seu interior um altar em arco. Existem ainda duas alminhas.